# Cukej Timna
Cukej Timna (hebrejsky: צוקי תמנע) je vrch o nadmořské výšce 700 metrů v jižním Izraeli, v pohoří Harej Ejlat.
Nachází se cca 28 kilometrů severně od města Ejlat, 5 kilometrů severozápadně od vesnice Elifaz a cca 9 kilometrů západně od mezistátní hranice mezi Izraelem a Jordánskem. Má podobu výrazného odlesněného skalního stupně, jehož svahy spadají na jižní a jihovýchodní straně strmě do hlubokých údolí, jimiž protékají vádí. Zejména jde o údolí vádí Nachal Timna (kde se rozevírá údolí Timna s archeologickými památkami), Nachal Mangan a Nachal Sasgon. Dál k východu se terén svažuje do příkopové propadliny vádí al-Araba, kterou prochází dálnice číslo 90. Krajina v okolí hory je členěna četnými skalnatými vrchy. Na jihu je to Har Timna, na východě Har Michrot a Giv'at Sasgon, na jihozápadě Har Berech. Vlastní vrcholová partie hory Cukej Timna má podobu ploché náhorní plošiny, kterou k severozápadu teče vádí Nachal Milchan. Okolí hory je turisticky využíváno. Vede tudy Izraelská stezka.